# Champlain (paquebot)
Pour les autres navires du même nom, voir Champlain (navire).
Le Champlain est un paquebot français exploité par la Compagnie générale transatlantique de 1932 à 1940. À la fin des années 1920, la compagnie entame une rénovation de sa flotte. Il s'agit notamment de remplacer des navires de petite ampleur tels que le Rochambeau, qui permettent de faire voyager à moindre coût les clientèles peu fortunées.

## Historique

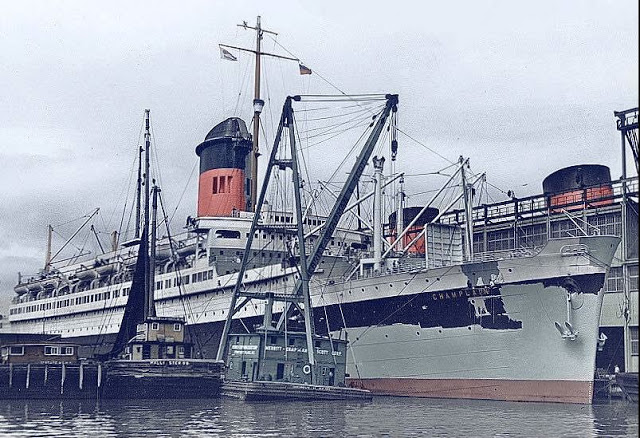
Le navire repeint en gris à New York du 5 au 9 septembre 1939. Sur bâbord, on distingue le sommet des 2 cheminées arrière du Normandie.

Construit dans les chantiers de Penhoët, le Champlain est l'un des plus gros cabin-ship de son époque, mais également un navire moderne. Il permet ainsi d'expérimenter des techniques par la suite utilisées sur le Normandie. Mis en service durant l'été 1932, le Champlain connaît un franc succès dans une période où l'heure est plutôt à la crise.
En 1932, il relie Le Havre à New York via Plymouth.
La carrière du navire est cependant de courte durée. En 1939, au déclenchement de la Seconde Guerre mondiale, le Champlain continue à assurer le trafic transatlantique, permettant à de nombreuses personnes de quitter l'Europe. Le 17 juin 1940 vers 9 h, alors qu'il était au mouillage devant le port de La Rochelle Pallice, le Champlain heurte une mine magnétique larguée la veille par la Luftwaffe et sombre en 7 minutes. Le navire ne disparaît pas complètement sous les flots mais repose avec une forte gîte sur un haut-fond d'une dizaine de mètres. Le 21 juin suivant, un U-Boot torpille l'épave du paquebot en vain, puisque celle-ci repose déjà sur le fond. C'est, avec le Normandie, l'une des plus grosses pertes de la compagnie dans le conflit.
L'épave du Champlain fut finalement démolie sur place à une période tardive, de 1963 à 1969.

## Passager célèbre
- Vladimir Nabokov, sa femme Véra et leur fils Dmitri embarquèrent en mai 1940 à Saint-Nazaire à destination des États-Unis. L'écrivain ne possédant pas les 560 dollars pour payer la traversée. Des amis juifs lui firent l'avance du prix du billet.